# 5443 Encrenaz
5443 Encrenaz este o planetă minoră (asteroid), cu un diametru de 10,964 km, din centura de asteroizi. A fost descoperită pe 14 iulie 1991 la Observatorul Palomar de Henry E. Holt și a fost numită după Thérèse Encrenaz⁠(d). 
Obiectul prezintă o orbită caracterizată de o semiaxă mare de 2,4723258 UAi, o excentricitate de 0,11, o înclinație de 10,73093 ° în raport cu ecliptica.